# Toužim (nádraží)
Toužim je dopravna D3 (někdejší železniční stanice) v jižní části města Toužim v okrese Karlovy Vary v Karlovarském kraji, nedaleko řeky Střely. Leží na neelektrizované jednokolejné trati Rakovník – Bečov nad Teplou.

## Historie
Stanici otevřela 20. listopadu 1898 společnost Místní dráha Rakovník-Bochov-Bečov v úseku ze Žlutic do Bečova nad Teplou, kam byla 27. června 1897 zprovozněna trať z Rakovníku. Z Bečova bylo pak od roku 1898 možné pokračovat v severním směru na Karlovy Vary či v jižním na Mariánské Lázně. Budova toužimského nádraží vznikla dle typizovaného stavebního vzoru.
Po zestátnění železničních společností po roce 1908 v Rakousku-Uhersku pak obsluhovala stanici jedna společnost, Císařsko-královské státní dráhy (kkStB), po roce 1918 pak správu přebraly Československé státní dráhy.

## Popis
Nacházejí se zde dvě nekrytá nástupiště, k příchodu k vlakům slouží přechody přes koleje.